# Наклз, Фрэнки
Фрэнки Наклз (англ. Frankie Knuckles, полное имя — Francis Warren Nicholls, Jr.; 18 января 1955 — 31 марта 2014) — американский диджей, музыкант и продюсер. В 2005 году за свои достижения, Наклз был внесён в список почётных участников  Зала славы танцевальной музыки.

## Биография
В конце 1970-х годов переехал из родного Бронкса в Чикаго и вскоре стал главной фигурой клубной жизни города. Позже, он запустил свою местную радиостанцию.
Сыграл важную роль в развитии хаус-музыки в качестве чикагского диск-жокея в 1980 годах, он же способствовал популяризации в 1990-х, с его работой в качестве продюсера. В 2005 году Фрэнки Наклз был введен в Dance Music Hall of Fame за его достижения в качестве диджея.
Являлся автором ремиксов известных треков таких артистов, как Майкл Джексон, Дайана Росс и других. Выпустил серию собственных оригинальных треков. В том числе «Your Love» 1987 года и «The Whistle Song» 1991 года.
В 1997 году Наклз получил премию «Грэмми» как «Ремиксер года неклассической музыки».

Благодаря его значению в развитии жанра, его часто называют «Крёстным отцом» хаус-музыки.
«Для Бога есть место и на танцполе. Я думаю, что танцы — это одна из лучших вещей, которую каждый может сделать для себя. И это ничего не стоит».
Открытый гей, в 1996 году Наклз был удостоен места в Чикагском зале славы геев и лесбиянок.
В 2004 году в Чикаго, который «стал печально известным в танцевальном сообществе всего мира благодаря принятию в 2000 году так называемого «постановление против рейва», согласно которому владельцев собственности, промоутеров и ди-джеев облагали штрафами в размере 10 000 долларов за участие в нелицензионных танцевальных вечеринках» - назван участок улицы в честь Наклза, на месте бывшего клуба Warehouse, на Джефферсон-стрит между бульваром Джексон и Мэдисон-стрит. Этот участок улицы был переименован в «Путь Фрэнки Наклза», когда  25 августа 2004 г. стал Днём Фрэнки Наклза. Сенатором штата Иллинойс, который помог сделать это, был Барак Обама.
31 марта 2014 года в своём доме Frankie Knuckles был найден мертвым. Ему было 59 лет.
Фрэнки Наклз скончался от осложнений диабета второй степени. Некоторое время назад Фрэнки ампутировали ногу после того, как несчастный случай на лыжах привел к заболеванию костей, вызванному болезнью.

## Рейтинг 100 лучших диджеев мираDJ Magazine
| Год  | Позиция | примечания     |
| ---- | ------- | -------------- |
| 1997 | 49      | впервые внесён |
| 1998 | 54      | ▼ 5            |
| 1999 | 23      | ▲ 31           |
| 2000 | 69      | ▼ 46           |
| 2001 | 95      | ▼ 26           |
| 2002 | 78      | ▲ 17           |
| 2003 | 90      | ▼ 12           |